# Ustrój deszczowy międzyzwrotnikowy
Ustrój deszczowy międzyzwrotnikowy (podrównikowy) – ustrój rzeczny charakteryzujący się dużymi wahaniami stanu wód – wysokie stany wód występują w porze deszczy zenitalnych, zaś susza letnia powoduje wysychanie rzek; wiele z nich to rzeki okresowe występujące na bezodpływowych obszarach północnej Afryki i centralnej Australii. Przykłady mogą stanowić Darling, Tocantins, Niger, Nil.